# Margot Schumann
Margot Schumann (* 26. September 1892 in Rastenburg, Ostpreußen; † 12. August 1975 in Berlin) war eine deutsche Naturwissenschaftlerin und Begründerin der MTA-Ausbildung in Deutschland.

## Leben
Geboren als Tochter des Regierungsbaumeisters Herrman Schumann und seiner Frau, wuchs Margot Schumann in Rastenburg und Königsberg auf. Nach dem Tod des Vaters übersiedelte sie mit ihrer Mutter 1909 nach Berlin, wo sie zunächst eine Ausbildung als Schwesternhelferin und 1911 einen Lehrgang als Präparatorin am Pathologischen Institut des Krankenhauses Moabit absolvierte. 1916 veröffentlichte Margot Schumann das erste deutsche Lehrbuch für Laboratoriumsassistentinnen im renommierten Braumüller Verlag.
Aufgrund der Veröffentlichung ihrer Buches, das nach Ende des 1. Weltkriegs auch ins Englische übersetzt wurde, erhielt Margot Schumann die Zulassung zum Medizinstudium ohne vorheriges Abitur, wurde aber nicht Ärztin, sondern wandte sich den Naturwissenschaften zu. Das Preußische Kultusministerium bot ihr in Berlin die Möglichkeit, eine Schule für medizinisch-technische Assistentinnen einzurichten, welche im Mai 1918 eröffnet wurde. Der Schule war ein eigenes Untersuchungslabor angeschlossen, um gleichermaßen theoretische und praktische Kenntnisse zu vermitteln. Das Examen zu dieser Ausbildung wurde in Preußen 1921 geregelt, so dass es fortan staatlich anerkannte „Medizinisch-technische Assistentinnen“ gab.
1931 erschien eine erweiterte Neuauflage ihres Lehrbuchs unter dem Titel Lehr- und Hilfsbuch für medizinisch-technische Assistentinnen bei Urban & Schwarzenberg.
1963 legte Margot Schumann ihr Amt als Leiterin der Schule für medizinisch-technische Assistentinnen nach 45 Jahren nieder. Sie hat mehr als 2000 Schülerinnen ausgebildet und die Rahmenbedingungen für diese Berufsausbildung entscheidend geprägt.

## Rezeption
Ihr Einsatz für den Berufsstand wird vom Dachverband für Technologen/-innen und Analytiker/-innen in der Medizin Deutschland (DVTA) mit dem jährlich vergebenen Margot-Schumann-Posterpreis geehrt.
Ein literarisches Denkmal wird Margot Schumann im 2020 erschienenen Krimi "Der Ballhausmörder" von Susanne Goga gesetzt.